# Robert Shapiro (prawnik)
Robert Leslie Shapiro (ur. 2 września 1942 w Plainfield, New Jersey) – amerykański pełnomocnik procesowy i starszy partner w kancelarii Glaser Weil Fink Howard Avchen & Shapiro LLP w Los Angeles. Shapiro jest najbardziej znany z faktu bycia członkiem zespołu adwokatów, który w 1995 r. z powodzeniem bronił O.J. Simpsona, oskarżonego o morderstwo byłej żony Nicole Brown Simpson i jej przyjaciela Ronalda Goldmana w 1994 roku. Wkrótce po procesie O.J. Simpsona Shapiro przestał zajmować się obroną w sprawach karnych i zaczął specjalizować się w sprawach cywilnych. W jednym z artykułów zamieszczonych na portalu Lawcrossing.com, specjalizującym się w wyszukiwaniu ofert pracy dla przedstawicieli zawodów prawniczych, został nazwany prawnikiem stulecia.

## Życie prywatne
Shapiro urodził się w rodzinie żydowskiej. W 1961 r. ukończył Hamilton HS, a w 1965 r. – studia w kierunku finansów na Uniwersytecie Kalifornijskim (Anderson School of Business). W 1968 r. uzyskał stopień doktora nauk prawnych w Loyola Law School.
8 marca 1970 r. poślubił Linell Thomas, z którą ma syna, Granta. Drugi, starszy syn – Brent (ur. 7 listopada 1980 r.) – zmarł 10 października 2005 roku po zażyciu ectasy (MDMA) w połączeniu z alkoholem. Jego śmierć dała impuls do założenia Fundacji im. Brenta Shapiro (ang. The Brent Shapiro Foundation) – organizacji typu non-profit, której celem jest zwiększenie świadomości na temat narkotyków.

## Kariera

### Działalność w zawodzie prawnika
W 1969 roku Robert Shapiro został przyjęty do izby adwokackiej stanu Kalifornia. Reprezentował znanych sportowców: O.J. Simpsona, Darryla Strawberry’ego, José  Canseco, i Vince’a Colemana, a także inne gwiazdy, takie jak: Johnny’ego Carsona, Christiana Brando, Ol’ Dirty Bastarda, Lindę Lovelace i rodzinę Kardashianów. W 1998 r. Shapiro pozwał Strawberry’ego za niezapłacone koszty sądowe, które zostały ostatecznie uregulowane. W sprawach cywilnych Shapiro reprezentuje m.in. takie osobistości i przedsiębiorstwa jak: Steve Wynn i Wynn Resorts, aktorkę Evę Longorię, Occidental Petroleum Corporation, Rockstar Games oraz Diamond Resorts International. W 2013 roku National Law Journal umieścił go na liście najbardziej wpływowych prawników w Ameryce.
19 grudnia 2007 roku Shapiro oraz kancelaria prawna Glaser, Weil, Fink, Jacobs, Howard & Shapiro zostali pozwani (bez rozstrzygnięcia) przez producenta muzycznego Phila Spectora o zwrot 1,5 mln dolarów, które zostały uiszczone za usługi prawne. Spector zapłacił zaliczkę dla Shapiro w kilka dni po tym, jak 3 lutego 2003 roku został aresztowany w związku z podejrzeniem o zamordowanie na terenie swojej posiadłości aktorki i hostessy Lany Clarkson. Według złożonego przez Spectora pozwu, miał on zwrócić się z pomocą do „będącego przyjacielem i osobą zaufaną” Shapiro, którego znał z zakończonej sukcesem zaangażowania w obronę O.J. Simpsona. W pozwie uzasadniał, że Shapiro „zdecydował się wykorzystać kłopoty pana Spectora, aby skorzystać ze sposobności zarobienia wielkiej gotówki i zdobycia dla siebie rozgłosu”.
W złożonym w 2007 roku pozwie Spector utrzymywał, że podpisał z Shapiro pełnomocnictwo 7 lutego 2003 roku. Umowa usług prawnych była według niego mało precyzyjna, niejednoznaczna i wprowadzająca w błąd, jak również opiewała na zawyżoną cenę. Według jej postanowień Spector miał wpłacić niepodlegającą zwrotowi kwotę 1,5 mln dolarów. W złożonym pozwie Spector utrzymywał, że Shapiro był świadomy, że producent muzyczny „był pod opieką lekarzy zajmujących się zdrowiem psychicznym oraz miał przepisane leki mające na celu ustabilizowanie zdrowia psychicznego pana Spectora”. W pozwie podnosił również, że w czasie kiedy podpisywał umowę o reprezentacji z Shapiro, nie brał przez kilka dni przepisanych mu leków oraz „funkcjonował pod ogromnym napięciem psychicznym, które było związane z aresztowaniem go pod zarzutem morderstwa”. Utrzymywał ponadto, że Shapiro „nie poświęcał sprawie znaczącej ilości czasu lub energii oraz miał jedynie elementarne pojęcie o faktach, dowodach oraz kwestiach związanych ze sprawą”. W styczniu 2004 roku Spector wypowiedział umowę z Shapiro i zatrudnił innego adwokata – Leslie Abramson – prawniczki znanej z prowadzenia innej głośnej sprawy o morderstwo.

### Działalność pozaprawnicza
Shapiro jest jednym z założycieli przedsiębiorstwa LegalZoom, którego celem jest udostępnienie szerokiego spektrum dokumentów prawnych. Realizuje ono swój cel za pomocą strony internetowej legalzoom.com, która między innymi umożliwia wygenerowanie konkretnego dokumentu prawnego (np. testamentu, umowy sprzedaży bądź wynajęcia nieruchomości, rozwodu, założenia spółki, rejestracji znaku towarowego). Została ona uruchomiona 12 marca 2001 roku. Strona – zorientowana na przedstawicieli małego biznesu oraz osoby fizyczne – cieszy się popularnością w Stanach Zjednoczonych.
Shapiro jest jednym z założycieli ShoeDazzle (oprócz niego przedsiębiorstwo zainicjowali: Kim Kardashian, Brian s. Lee oraz M.J. Eng). Strona internetowa ShoeDazzle.com została uruchomiona w marcu 2009 roku. Początkowo członkowie, którzy płacili abonament w wysokości 39,95 dolarów miesięcznie, mogli w ramach stałej opłaty wybierać produkty ze spersonalizowanego zestawu butów, torebek i biżuterii. Następnie subskrypcja została zniesiona, po czym została przywrócona w wysokości 9,95 dolarów. W maju 2011 roku strona internetowa miała 3 miliony członków. Jej model działania opiera się na wykorzystaniu mediów społecznościowych i subskrypcji. W latach 2011–2012 liczba członków wzrosła z 3 do 10 milionów (w maju 2012 było ich 10 mln).
Shapiro jest autorem książek: The Search for Justice, A Defense Attorney’s Brief on the O.J. Simpson Case (literatura faktu) oraz Misconception (powieść). Stworzył również Somo – małpkę w książce antynarkotykowej dla dzieci Somo says "no".

## Filmy i telewizja
John Travolta wcielił się w postać Roberta Shapiro w serialu American Crime Story: The People v. O.J. Simpson. Postać prawnika celebrytów zagrał również Ron Silver w miniserialu American Tragedy (2000).